# N+1

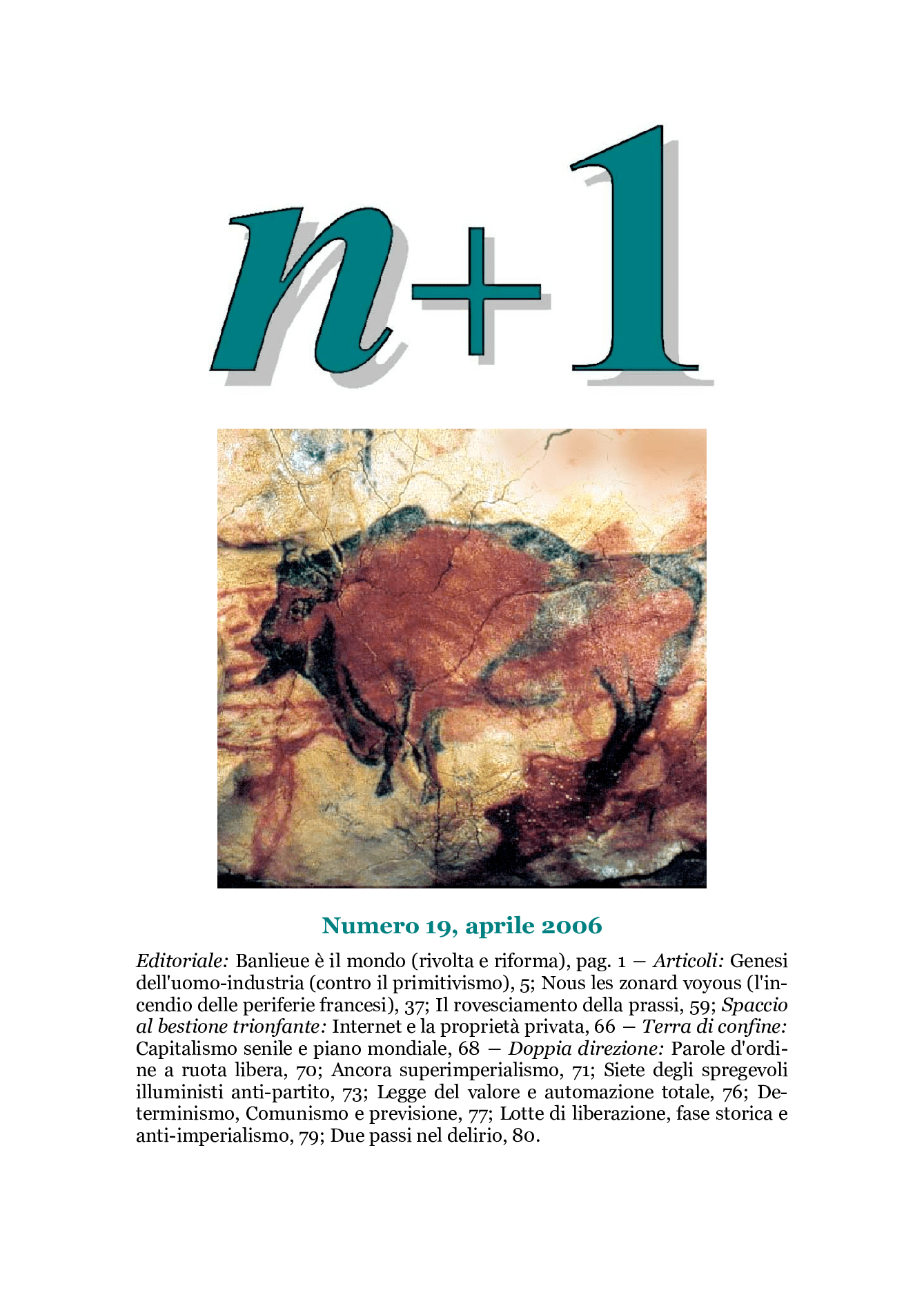
Carátula del n. 19 de n+1.

n+1 es una revista trimestral nacida en la primavera del 2000. La redacción se propone de afrontar en modo científico las cuestiones de la transformación social. Ha replazado una impresión informal de la cual se distribuyeron 40 números a partir de 1981. Gerente responsable es Diego Gabutti. Reg. trib. Turín n. 5401 del 2000. Sedes: Turín y Roma.
Secciones y títulos fijos: Editorial, Artículos, Reseña (hechos destacados del trimestre), Concesionario de la bestia triunfante (cogida de distancia de los lugares comunes), Tierra fronteriza (anticipaciones de la sociedad futura presentes en esta), Opiniones, Doble dirección (relación con los lectores).

## El proyecto editorial
"n+1" es una expresión que recuerda al principio de recurrencia completa de Poincaré: n+1 (la sociedad futura) es el sucesor que integra la serie precedente de los n (las sociedades pasadas). El capitalismo (todavía n) ya no corresponde a su contenido, ya que potencialmente ha desarrollado las características de la sociedad futura (socialización extrema de la producción y supervivencia de la propiedad privada como hecho puramente político, inútil y nocivo). La expresión "n+1" fue utilizada por Amadeo Bordiga en un escrito del 1958, arreglado en el volumen "Doctrina de los modos de producción", publicado como suplemento de la revista. 
Según la página "Quien somos" del sitio, la elección de la expresión "n + 1" está ligada a la necesidad de des-semantizar el título para obtener una distinción, incluso formal, con respecto al llamado marxismo-leninismo y del conformismo generalizado que se originó a partir de la degeneración de la Tercera Internacional.
La revista tiende así pues a desarrollar en cada dirección el significado de una célebre definición de Marx sobre las transformaciones económico-sociales: el comunismo no es un modelo de sociedad a construir, sino la dinámica real que anula el estado actual de las cosas y prepara la sociedad futura.
Marx quiso decir que este modo de producción tiende a autosuprimirse continuamente debido a sus características específicas y que sólo en esta dinámica despierta esas fuerzas sociales organizadas que se convierten en precursoras de una nueva sociedad (partido histórico). Esta configuración está resaltada por una cita en la página de inicio de la revista:

Si no pudiéramos ver ya ocultas en esta sociedad -tal como es- las condiciones materiales de producción y las relaciones entre los hombres, correspondientes a una sociedad sin clases, cualquier esfuerzo por hacerla explotar sería quijotesco.
Karl Marx, Grundrisse

En la práctica, el trabajo editorial reflejaría un supuesto científico: podemos hablar de la sociedad del futuro no como una vaga aspiración utópica sino como un proceso preciso basado en datos objetivos, cuantificables y formalizables a través de modelos utilizados en diversas disciplinas de la ciencia actual.

## Historia, programa y método
El trabajo de n+1 está vinculado al de la Izquierda Comunista Italiana, formada en 1912 dentro del Partido Socialista Italiano. Desarrollado después de la Primera Guerra Mundial como una Fracción Intransigente Revolucionaria, finalmente se constituyó en el Partido Comunista de Italia en 1921 en Livorno con la escisión del PSI. La corriente, opuesta tanto por la Tercera Internacional "bolchevizada" como por el fascismo, sobrevivió en el extranjero de 1926 a 1943. Durante la Segunda Guerra Mundial se reconstituyó en el Partido Comunista Internacionalista (Internacional de 1965 a 1982, cuando se disolvió como tal).  Algunos editores trabajaron con los viejos militantes del 21, todos los cuales ya han fallecido.
Con la disolución de la organización, algunos militantes comenzaron a publicar una impresión informal ("Carta a los camaradas") cuya distribución fue entonces la base para la de la revista. Los primeros veinte números de esta publicación reflejaron su título en contenido, y fueron efectivamente discusiones entre militantes de la Izquierda Comunista vinculados a la obra revolucionaria de Amadeo Bordiga. Los siguientes veinte (un total de 40 salieron con un par de suplementos) salieron hasta 1999, cuando la impresión fue reemplazada por el periódico "n+1".
La revista no es la expresión de un partido o de un grupo político, sino de un trabajo colectivo en torno al citado proyecto de anticipación antiutópica de la sociedad futura. Sin embargo, el grupo de trabajo no excluye el papel del partido en la transformación revolucionaria de la sociedad. La redacción trabaja casi exclusivamente en red. Cuatro veces al año se reúne físicamente para el plan de trabajo invitando también los lectores.
Curiosidad: la redacción ha utilizado siempre el método wiki, ya experimentado por el Partido Comunista Internacionalista en los años '50. En ese momento los textos se consideraban "semiacabados" en continuo desarrollo; un grupo llamado en broma los "negros" (del nombre del taller colectivo que produjo las novelas del padre de Alejandro Dumas) se encargó de ello. También por éste motivo los artículos no están firmados.

## Archivo histórico y red
El archivo histórico editado por n + 1 contiene miles de textos en papel digitalizados y publicados en Internet. Comenzó a formarse en 1970 en torno al material que viejos exponentes de la izquierda comunista "italiana" transmitían a los jóvenes; en los años siguientes se amplió con más documentos publicados o encontrados en archivos públicos y privados. A mediados de los años ochenta se inició la digitalización de documentos con el criterio de la selección temática con vistas a su publicación en una serie de libros (Quaderni internazionalisti, ahora Quaderni di n+1). Antes de la generalización de Internet, los mismos documentos también se difundieron a través de una red BBS ("Quaderni internazionalisti"). Esto pronto fue reemplazado por la rápida afirmación de la Web, que se convirtió en el medio más eficaz de dar a conocer materiales oscurecidos por la historiografía oficial. Todo el material del archivo electrónico está disponible gratuitamente y, si está digitalizado, puede descargarse.
El archivo aloja una biblioteca de unos 20.000 volúmenes.
La publicación de la edición en papel y su presencia en la Web se acompaña de la difusión de un boletín quincenal gratuito, de la actividad en redes sociales y de dos herramientas de trabajo en la red, Chicago86 (huelgas, coordinación y condiciones de trabajo) y QuinternaLab (laboratorio de interfaz).

## Posiciones críticas con respecto a n+1
El trabajo de n+1 es especialmente criticado por los partidos y grupos políticos que están vinculados con el período "bolchevizado" de la Tercera Internacional. Las críticas se refieren, por ejemplo, a:
1. el método de trabajo interno inspirado en el "centralismo orgánico" que excluye el uso de formalismos jerárquicos o electivos y tiende a reproducir el funcionamiento de los organismos biológicos.
2. el rechazo de constituirse en organismo formal o partido;
3. la colocación del "marxismo" al interior del ciclo de desarrollo del conocimiento humano a la par de las otras disciplinas (matemática, física, biología, evolución, etc.) de momento separadas;
4. la afirmación según la cual de los desastres de la tecnología se sale tan sólo con la tecnología misma (sólo utilizada a otros fines) y no con un primitivismo anacrónico.

## Otros proyectos
- Wikiquote contiene citaciones de o sobre n+1